# Sandbanks Provincial Park (park i Kanada, Ontario)

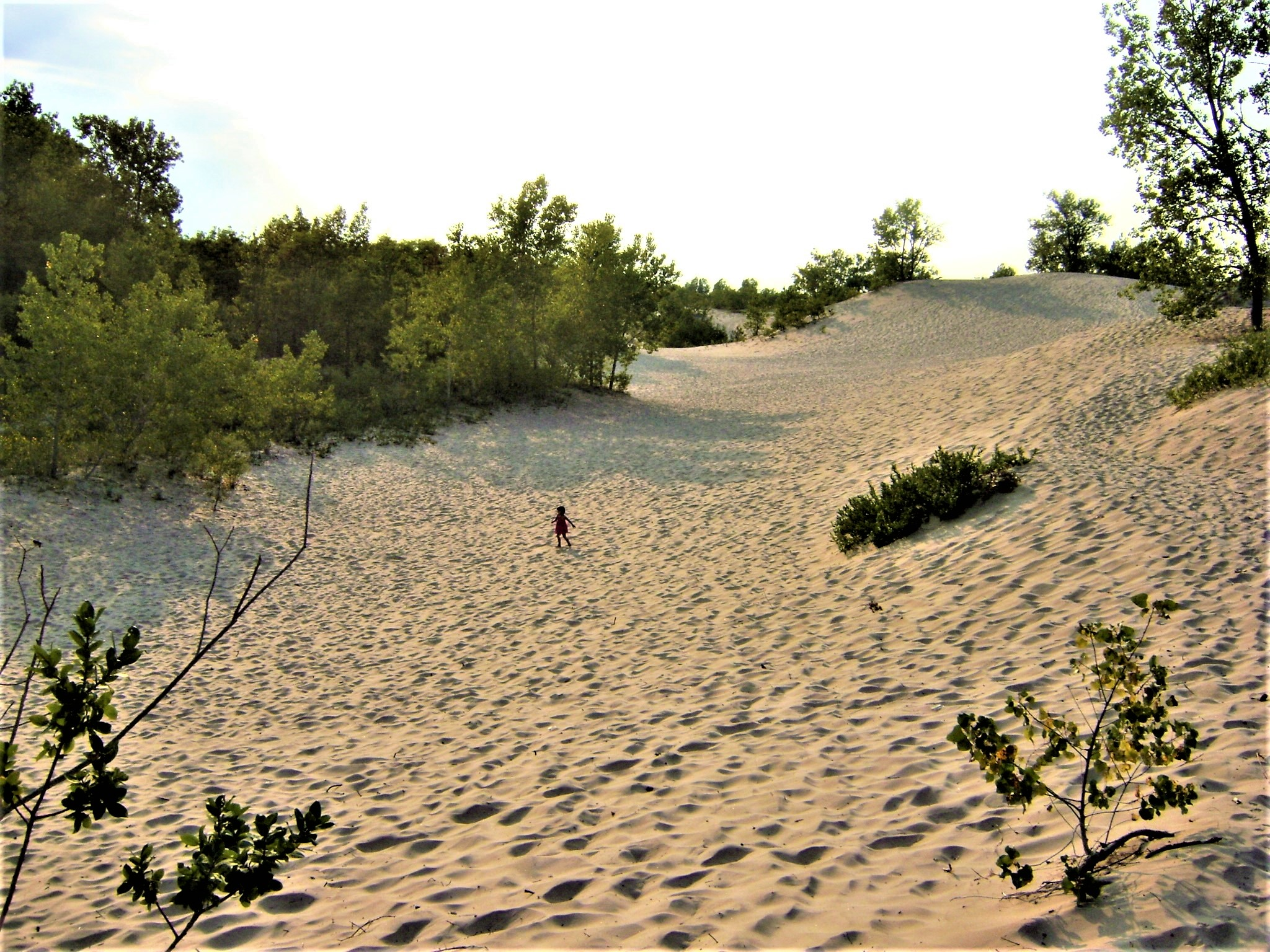
Sand Dunes, Sandbanks Provincial Park

Sandbanks Provincial Park är en park i Kanada.   Den ligger i provinsen Ontario, i den sydöstra delen av landet, 210 km sydväst om huvudstaden Ottawa. Sandbanks Provincial Park ligger 73 meter över havet. Den ligger i Prince Edward County.
Terrängen runt Sandbanks Provincial Park är mycket platt, och sluttar söderut.